# 우메자와 마사히코
우메자와 마사히코는 《더 파이팅》에 등장하는 등장인물으로, 투니버스 더빙판 이름은 '민강식'.

## 담당 성우
마도노 미츠아키 / 성완경

## 소개
주인공 마쿠노우치 잇포와 같은 고등학교 출신으로 틈만 나면 갯지렁이 냄새가 난다며 이지메(폭행)을 일삼다가, 타카무라 마모루에게 교복의 단추를 모두 뜯기게 된다.